# Stångtjärnen (Säters socken, Dalarna)
Stångtjärnen är en sjö i Säters kommun i Dalarna och ingår i Dalälvens huvudavrinningsområde.